# Manuel Cavero y Muñoz
Manuel Cavero y Muñoz fue un  político peruano. 
Durante el periodo de la Independencia del Perú fue alcalde de Trujillo y participó en la declaración de la independencia en la ciudad de Trujillo el 29 de diciembre de 1820.
Fue miembro del Congreso Constituyente de 1822 por el departamento de La Libertad. Dicho congreso constituyente fue el que elaboró la primera constitución política del país.